# کمبود پروپردین
کمبود پروپردین (انگلیسی: Properdin deficiency) نوعی بیماری نادر ژنتیکی وابسته به کروموزوم ایکس است که علتِ آن، کمبود پروپردین (یکی از فاکتورهای مهم سامانه کمپلمان) است. مبتلایان به این نقصِ ژنتیکی، در معرض ابتلا به فرمِ شدید و کُشندهٔ بیماری‌های مِـننگوکوکی هستند.